# Elegia coleura
Elegia coleura là một loài thực vật có hoa trong họ Restionaceae. Loài này được Nees ex Mast. mô tả khoa học đầu tiên năm 1878.